# Franz-Josef Hassemer

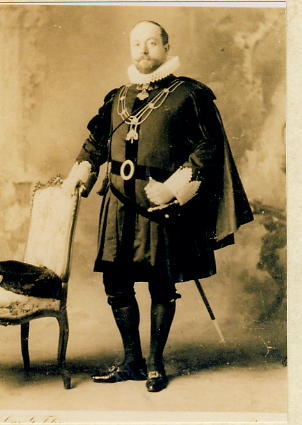
Franz-Josef Hassemer

Franz-Josef Hassemer (* 30. Oktober 1840 in Gau-Algesheim; † 27. Dezember 1909 in Kreuznach) war ein deutsch-italienischer Bankier.

## Leben
Franz-Josef Hassemer, Sohn des Valentin Hassemer und der Philippine geb. Schmitt, trat 1865, zusammen mit seinem Cousin Onken Benedikt Schmitt, in die Privatbank Schmitt in Rom ein, die seinem Onkel Franz Joseph Schmitt (1809–1888) gehörte. Die Schmitts hatten zusammen mit Karl Kolb (1800–1869) und Adolf von Nast-Kolb (1839–1921) (Banco Kolb) in Rom 1865 die deutsche Bank Schmitt, Nast und Co. gegründet; Hassemer wurde Teilhaber. Nach dem Tode von Benedikt Schmitt 1887 wurde er alleiniger Inhaber. Anfang des 20. Jahrhunderts galt die Bank als die bedeutendste Privatbank Italiens.
Als Napoleon III. seine Schutztruppen infolge des Beginns des preußisch-französischen Krieges 1870 aus Rom abzog, eroberte der italienische General Raffaele Cadorna Rom und Viktor Emanuel II. proklamierte das neue Italien. Hassemer gründete 1870 die Banca Nationale und wurde durch den König mit dem Kronenorden ausgezeichnet.
Hassemer war Mitglied der beiden deutschen Nationalstiftungen Collegio Teutonico di Santa Maria dell’Anima und Campo Santo Teutonico. Ab 1895 war er Provisor, Mitglied des Verwaltungsrates, von Santa Maria dell’ Anima. 1870 wurde er Mitbegründer des deutschen Lesevereins in Italien. Papst Pius X. verlieh ihm das Komturkreuz des Silvesterordens.
Am 5. Mai 1894 kaufte Franz-Josef Hassemer mit seinen Geschwistern Elisabeth, Euphine und Josephine sowie Anton Jonas das Schloss Ardeck in Gau-Algesheim für 36.000 Mark. Der Besitz wurde durch seine Frau Appolonia am 30. Dezember 1911 an den Hermann Graf von Bocholtz-Meschede verkauft.